# Erich Kunheim

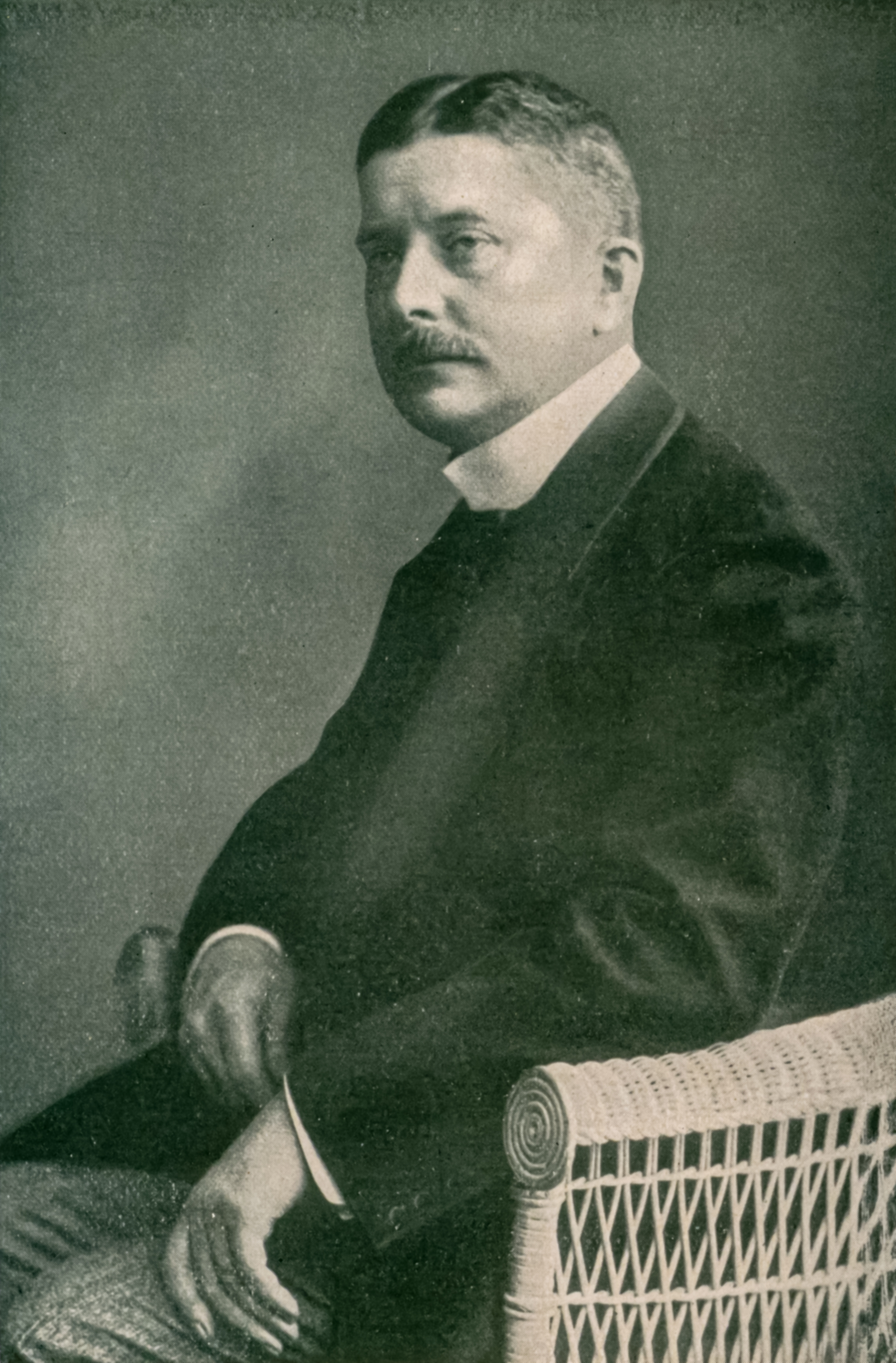
Erich Kunheim

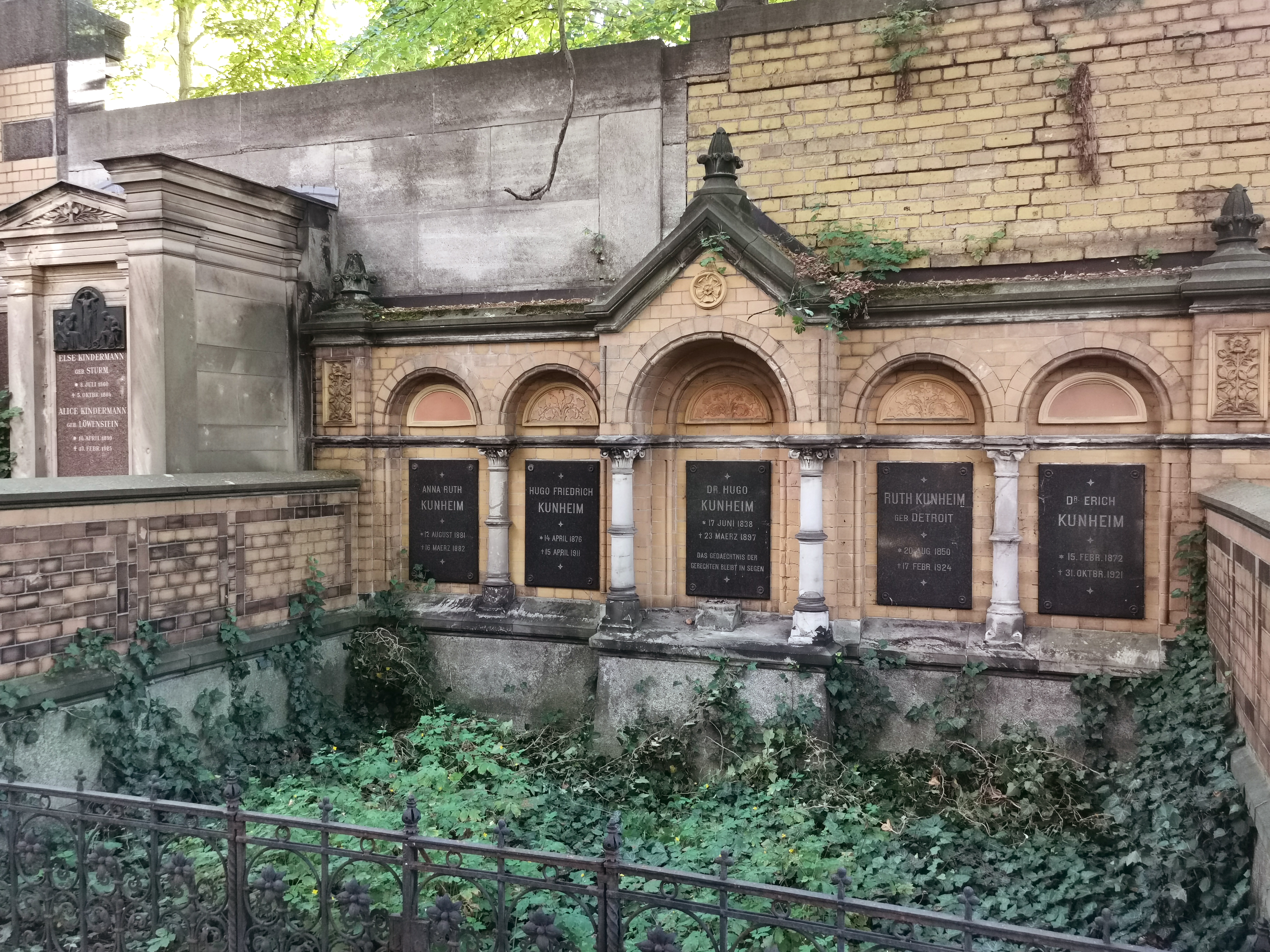
Familiengrabstelle auf dem Friedrichswerderschen Friedhof an der Bergmannstraße (Berlin-Kreuzberg)

Ernst Erich Kunheim (* 15. Februar 1872 in Berlin; † 31. Oktober 1921 ebenda) war ein deutscher Chemiker, Unternehmer und Politiker.

## Leben
Erich Kunheim war der älteste Sohn des Chemieindustriellen Hugo Kunheim. Er studierte, wie sein Vater und sein Großvater Louis Kunheim, Chemie und promovierte im Jahr 1900. Nach dem Tod seines Vaters im Jahr 1897 führte er ab 1901 die Firma Kunheim & Co. in der vierten Generation als Familienunternehmen allein weiter.
Er erweiterte das Unternehmen durch die Übernahme der AG für Chemische Industrie in Rheinau im Jahr 1903, die ab 1904 als Firma Kunheim & Co., Rheinau weitergeführt wurde. Damit verfügte das Unternehmen neben dem Hauptkontor in der Dorotheenstraße 32 über die Fabriken in Niederschöneweide, Grube Ilse und Rheinau bei Mannheim. Die Firma war zu diesem Zeitpunkt in den meisten größeren Handelsstädten Deutschlands vertreten und unterhielt Vertretungen in London, Paris, St. Petersburg, Riga, Warschau, Stockholm, Kopenhagen, Göteborg, Wien, Budapest, Prag, Florenz, Mailand, Madrid und New York. 1911 erweiterte er den Betrieb durch den Kauf der Schwefelsäurefabrik in Wildau, die 1921 geschlossen wurde.
1901 heiratete er Elisabeth (Else) Arnhold geb. Mulert (1883–1952), die Adoptivtochter des Unternehmers Eduard Arnhold, mit dem sein Vater seit langem Geschäftskontakte hatte. Das Ehepaar hatte drei Kinder. Die Söhne Hugo Eduard (1902–1986), Arnold Ernst (1904–1974) und die Tochter Else Johanna Erika (1905–1986).
1910 erwarb er das 1870/71 von Friedrich Hitzig erbaute Wohnhaus Fürst-Bismarck-Straße 4, gegenüber dem Reichstag gelegen, und ließ es von Paul Baumgarten umbauen. Im Sommer wohnte die Familie weiterhin in der Villa „Kanne“ in Niederschönewalde. 1913/14 ließ er von Hans Anton von Werner (1881–1921) am Wannsee ein Landhaus errichten. Während des I. Weltkriegs war er als Referent für die Abteilung „Ein- und Ausfuhr“ bei der „Kriegsamtstelle beim Generalgouvernement Belgien“. Kunheim trug schwer an den Folgen des Krieges. Er verkaufte 1919 das Landhaus am Wannsee an den Papiergroßhändler Walter Salinger und das Haus in der Fürst-Bismarck-Straße an die Schweiz, die es seit 1920 als Botschaft nutzt.
1921 starb er und wurde im Erbbegräbnis der Familie Kunheim auf dem Friedrichswerderschen Friedhof II beigesetzt (Feld ELW-W).

## Ämter und Mitgliedschaften
- Italienischer Konsul seit 1907
- Mitglied des Aufsichtsrats der Ilse Bergbau AG.
- Kreistagsabgeordneter, längere Zeit Mitglied des preußischen Abgeordnetenhauses, der Berliner Handelskammer und des Reichseisenbahnrats.
- Mitglied der Kaiser-Wilhelm-Gesellschaft, der Orient-Gesellschaft, der Vereinigung der Freunde antiker Kunst und des Vereins der Freunde der königlichen Bibliothek.[6]
- Mitglied im Verein für die Geschichte Berlins.[7]
- Mitglied in der Deutschen Dendrologischen Gesellschaft[8]

## Ehrungen
Es wurde ihm der Titel Kommerzienrat verliehen.

## Nachfolge
Nach seinem Tod führten die Söhne das letzte große Unternehmen der deutschen chemischen Industrie, das sich noch in Privathand befand, weiter. Aber bereits 1922 zwang sie die wirtschaftliche Lage zur Bildung einer Aktiengesellschaft unter dem Namen Chemische Fabriken Kunheim & Co. AG und ab 1925 Rhenania-Kunheim Verein Chemischer Fabriken AG. Dieser Firmenverband wurde 1927/28 vom Kaliwerk Neustaßfurt-Friedrichshall AG übernommen. Die Firma wurde in Kali-Chemie AG geändert. Das Unternehmen verlegte seinen Sitz nach Berlin, danach von Ostberlin (1947) nach Sehnde und vier Jahre später nach Hannover.
Erich Kunheims Witwe heiratete 1923 den Opernsänger Carl Clewing. Die Söhne Hugo Eduard und Ernst Arnold Kunheim führten ab 1929 die von Eduard Arnhold geleitete Firma Casar Wollheim weiter. Ernst Arnold Kunheim schied 1937 aus der Firma aus, Hugo Eduard Kunheim führte sie bis in die 1960er Jahre weiter.

## Schriften
- Über die Einwirkung des Lichtbogens auf Gemische von Sulfaten mit Kohle (Dissertation). Schade, 1900.